# Mulongwe

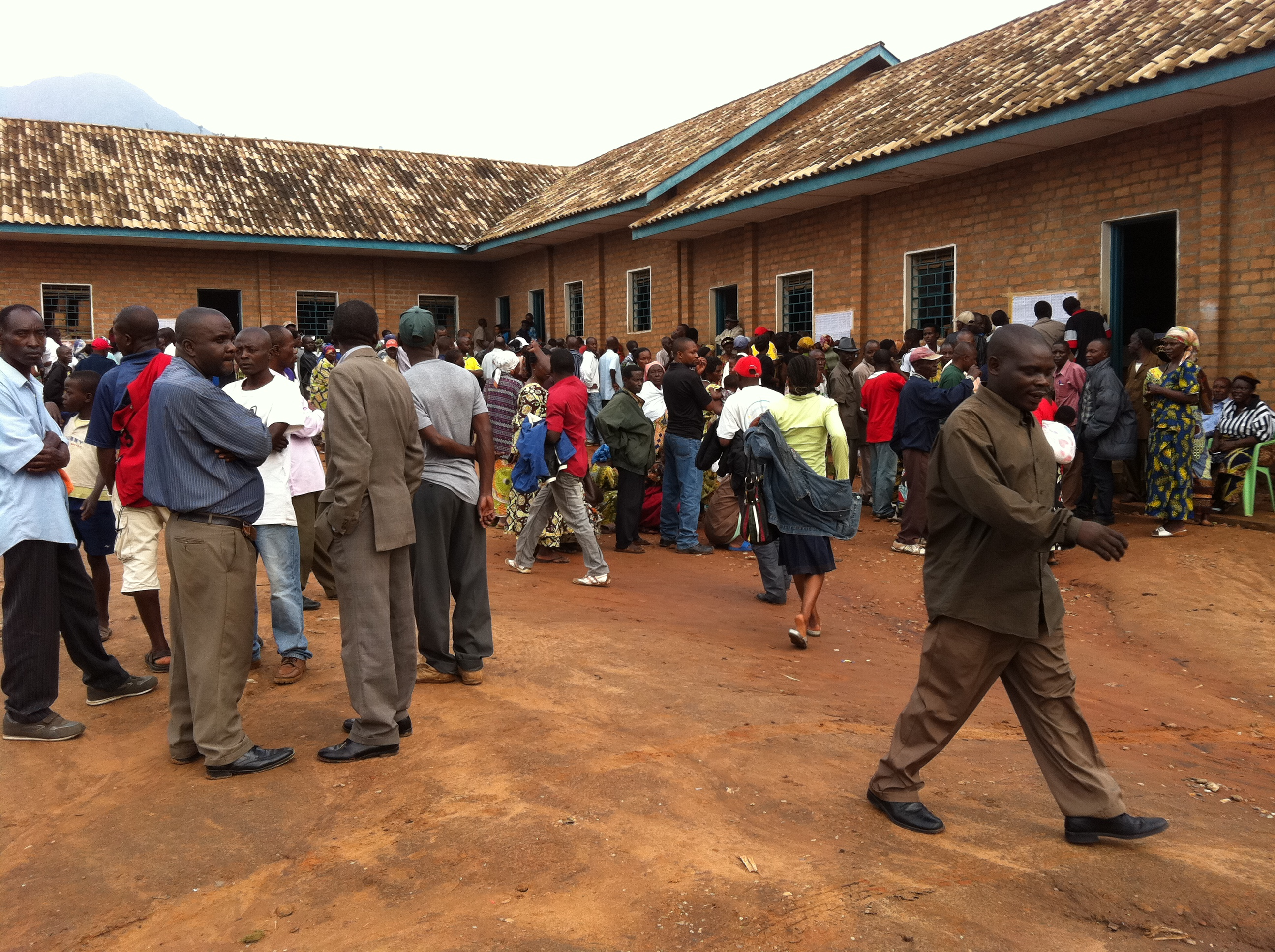
Un bureau de vote à Mulongwe lors des élections de 2011.

Mulongwe est un quartier  de la cité d’Uvira et en même temps le nom d'une rivière portant le même nom, en République démocratique du Congo.